# Péninsule du Liaodong
La péninsule du Liaodong, (en chinois simplifié 辽东半岛, en chinois traditionnel 遼東半島, en hanyu pinyin Liáodōng bàndǎo), est une péninsule de Chine, dans la province du Liaoning.

## Géographie
Elle est située entre l’embouchure de la rivière Daliao (nom de la partie inférieure de la rivière Liao) à l’ouest et de la rivière Yalu à l’est.
Elle sépare le golfe de Corée à l'est du golfe de Bohai à l'ouest. Sa ville principale est Dalian et Lüshunkou, l'ancien Port Arthur, se trouve sur la côte sud-est de la péninsule.

## Histoire
La péninsule du Liaodong devient japonaise après la guerre sino-japonaise de 1894-1895. Mais presque immédiatement, dès 1895, la Triple intervention de l'Allemagne, de la Russie et de la France  « conseillent » au Japon de restituer la péninsule à la Chine. Cela motivera le traité d'alliance du Japon avec le Royaume-Uni en 1902 et donc l'entrée en guerre aux côtés de l'Entente en 1914.
La péninsule passe sous contrôle russe en 1898. Elle est reprise par les Japonais après la guerre russo-japonaise de 1904-1905. C'est le siège de l'armée japonaise du Guandong. Après l'incident de Mukden en 1931, la péninsule servira de base de départ à l'invasion japonaise de la Mandchourie par l'armée du Kwantung.